# Do tirar polo natural
Do tirar polo natural (en français : De l'art de tirer au naturel) est un ouvrage écrit par le peintre et essayiste portugais Francisco de Holanda en 1549. Il est considéré comme le premier traité sur la peinture de portrait en Europe.
Do tirar polo natural, qui a circulé sous forme de manuscrit à la cour d'Espagne, est le supplément d'un traité plus important du même auteur, Da pintura antigua (1548).
Francisco de Holanda définit les codes du portrait et défend notamment l'aristocratisme du portrait en accordant le droit au portrait à « tout homme célèbre par les armes, ou par le dessin, ou par les lettres, ou par sa libéralité, ou par sa vertu singulière, et non pas [à] n'importe quel homme ».